# Драган Цале Марић
Драган Цале Марић (Београд, 29. мај 1966) је универзитетски професор посвећен менаџменту у области педагогије и уметничког стваралаштва деце и за децу. Његова супруга је српски културолог и дипломата др Јасмина Митровић Марић. Отац је двоје деце: Матија, доктор медицине и Андрија (+1997-2013).

## Образовање
Завршио је ОШ „Јован Јовановић Змај“ у Београду и Средњу електротехничку школу „Раде Кончар“, смер студијски техничар.
Високо образовање
Факултет драмских уметности Универзитета уметности у Београду - дипломирани филмски и ТВ сниматељ (1994)
Филолошки факултет Универзитета у Београду - мастер студије Општа лингвистика (2010)

## Академска звања и радно искуство
| од 2014.   | Дечји културни центар Београд, директор; |
| од 1997.   | Академија уметности, прошао сва академска звања од асистента и доцента шефа Катедре редитеља и професора Саве Мрмка, до звања ванредног професора (од 2011.год) на Катедри за филмску и ТВ камеру на предметима: Електронска камера I и Основе снимања филмском и ТВ камером. |
| од 2006.   | Академије уметности, члан Савета; |
| 1994-2003. | РТВ БК Телеком, директор фотографије, члан креативног тима задужен за поставку визуелног идентитета; |
| 1992-1994. | РТВ Политика, руководилац групације -шеф сниматеља и камермана; |
| 1991-1992. | Национална ТВ Холандије (Nederlands Publieke Omroepbestel), руководилац креативног тима сектора слике; |
| 1986-1991. | РТВ Београд (РТС), ТВ сниматељ документарног, играног, информативног, забавног и спортског програма, као и мултидисциплинарних, директних и одложених преноса; |
| ---------- | --- |

## Филмски и видео рад (избор)
Директор фотографије, сниматељ или камерман у преко 600 телевизијских остварења различитих ТВ жанpова;
Снимио преко 150 документарних филмова, као што су: “Девет страна света”, “Панчевачке беле ноћи”, “Поздрав из Београда”, “Срећна Нова”, “Глисандо - Марина Арсенијевић”, “Мала српска читанка” (серијал од преко 80 епизода), “Сава Шумановић”, “Удешавање гласа”, “Бунтовна Кантанга”, “Досије Хаг”, “Васкршње васкрсавање”, “Улица добре воље”, “Аризани”, “Двобој”...

## Менаџмент у области педагогије, стваралаштва деце и младих и за децу и младе
Као директор Дечјег културног центра Београд спаја знања, вештине и искуства из области визуелно-уметничких делатности и академског педагошког рада, што је условило подизање програмског и продукцијског стандарда стваралаштва деце и младих и стваралаштва за децу и младе у овој установи. Последично су унапређени програми и продукцијске поставке постали стандарди у читавој Србији, јер проф. Марић део свог рада посвећује едукацији колега који раде са децом и за децу колико у земљи толико и у региону, али и клубовима и допунским школама српског језика у дијаспори. Први пут у историји, нарочите изазове решава током пандемије Корона вируса када као руководилац примењује кризни менаџмент у раду институције коју води.
а) Кризни менаџмент у ДКЦБ-у
Март 2020. године је почетак готово двогодишњег трајања пандемије Корона вируса за које нико није имао искуства у пракси. Свестан колико институционализован и стручно вођен креативни рад може да превенира тегобе изазване наглим прекидом редовних животних активности код деце и не ретко суочавањем са смрћу у породици, Драган Цале Марић иницира онлај окупљање тима ДКЦБ-а који први у земљи наставља да ради са децом у онлајн формату, анимира најмлађе широм Србије и расејања, осмишљава и прилагођава програме, акције, такмичења, објављује радове деце из различитих области, не прекида креативно-педагошку подршку најмлађима у новонасталој ситуацији, отвара комуникационе канале које креативни тим ДКЦБ-а, чију посебност директор Марић увек и свуда истиче, посвећено остварује. Тако је ДКЦБ био прва институција културе за децу која запараво није била закључана током пандемије, већ се изузетном брзином пребацила на кризни менаџмент и прилагодила садржаје онлајн окупљању, подршци и  стварању деце и младих;
б) Међународна сарадња
Драган Цале Марић обнавља „Међународни клуб пријатељства“ који окупља страна дипломатско-конзуларна представништва у Београду са циљем да деца дипломата откривају Србију на креативан начин, упознају културу и лепоту одрастања својих другара, а да наша деца открију културу различитих земаља света и детињства својих вршњака у њима. 
Посебна пажња посвећена је манифестацији „Свесрпски дечји сабор“  коју Драган Цале Марић сматра својимн најзначајнијим доприносом. Сабор окупља нашу децу из дијаспоре од којих се већина први пут сусреће и упознаје земљу свог порекла и која гостују у породицама вршњака из београдских основних школа.
Нарочита пажња се посвећује билатералној сарадњи, размени и заједничким програмима са сродним интитуцијама у региону од Љубљане, Сплита, Подгорице, Сарајева, Бањалуке, Скопља, до Будимпеште, Беча, Софије...
Унапређена је и традиционална, најстарија међународна дечја манифестација старог континента „Радост Европе“ која последњих година надраста и своје име, те нам се у игри и радости придружују и деца из Кине, Аустралије, Намибије...
в) Унапређење програмског садржаја ДКЦБ
| 2022.      | Продуцент програма обележавања 70 година од оснивања Дечјег културног центра Београд, аутор уводног текста и уредник издања монографије “Од игре до слободе“ поводом јубилеја, за издавача Дечји културни центар Београд; |
| 2021.      | - Иницијатор обнове и продуцент Међународног клуба пријатељства у оквиру којег успоставља сарадњу са дипломатским мисијама, страним културним центрима у Србији и иностранству, институтима за учење страних језика и култура; - Суоснивач и копродуцент манифестације „Дан традиције“ у сарадњи са Удружењем кореографа народних игара Србије (УКНИС);                                    |
| 2019.      | Руководилац партнерске институције европског пројекта „Young Theatre on the move” реализованог у сарадњи са институцијама и организацијама из Француске, Словеније, Румуније, Пољске и Србијe; |
| 2018.      | Oснивач и идејни творац манифестације „Свесрпски дечји сабор“, фестивала деце и младих из региона и дијаспоре, под покровитељством председника Републике Србије; |
| 2017-2018. | - Руководилац партнерске институције европског пројекта „Young Theatre”, реализованог у сарадњи са институцијама и организацијама из Словеније, Румуније, Пољске и Србијe; - ЕУ сертификат за промоцију европских вредности у култури у оквиру манифестације „Радост Европе“ - ЕФФЕ - Европа за фестивале, фестивали за Европу;                                                            |
| 2017.      | - Уводничар и уредник монографије “Деца су украс света“, поводом 65 година од оснивања Дома пионира (ДКЦБ), за издавача Дечји културни центар Београд; - Извршни продуцент перформанса “Реке” у Лондону; - Иницијатор фестивала и конкурса „Мој љубимац“; |
| 2016.      | - Извршни продуцент манифестације “Дечје београдско пролеће”; - Извршни продуцент програма за децу у оквиру “Београдске зиме”; - Извршни продуцент прве српске рок опере за децу “Тесла и битка на Магнетном пољу”, ДКЦБ, на репертоару Народног позоришта; - Оснивач националног фестивала дечјег видео клипа “КИДИКЕМ“; - Копродуцент фестивала дечјих аматерских позоришта “Глумијада“; |
| 2015.      | Извршни продуцент фестивала “Плесни сусрети“; |
| Од 2014.   | Члан Одбора Међународног сусрета деце Европе „Радост Европе“; |
| 2014.      | Аутор хуманитарне акције “Осликавање керамичких ускршњих јаја” која је постала традиција деце-сликара у радионицама ДКЦБ-а ; |
| ---------- | --- |

Од 2014. године, под руководством Драгана Цалета Марића, резултат рада ДКЦБ-а  препознаје се по вишеструком порасту броја програма за децу – преко 1000 годишње, уз гостовања програма у региону, Европи и свету, као и броја најмлађих Београђана који дневно посећују програме као учесници или публика – близу 200 000 годишње.
г) Литерарно и музичко издаваштво (за издавача ДКЦБ)
Нарочито је унапређена издавачка књижевна и музичка продукција ДКЦБ-а које, за издавача, потписује Драган Цале Марић иницирајући и двојезична (српско-енглеска) издања за децу из дијаспоре која тако лакше уче језик свог порекла.
- Сунце се пентра изнад Дечјег културног центра – Слободан Станишић;
- Илустрована биографија Чика Јове Змаја – Јелена Допуђ;
- Авантуре Марка Краљевића - Слободан Станишић (двојезично издање);
- Срце лупа преко реда од разреда до разреда – јубиларна 150. књига Слободана Станишића;
- Роботи путују - Слободан Станишић;
- Петак огребао колена - Слободан Станишић;
- Распуштена песмарица – збирка песама ученика основних школа, приређивач Слободан Станишћ
- Дечје београдско пролеће 2023
- Бранко Коцкоца и хор ДКЦБ
- Пеђолино и Хор ДКЦБ
- Деца композитори – 27. Републички фестивал дечјег музичког стваралаштва
- Химне - Хор Дечјег културног центра Београд
- Кад бих – 26. Републички фестивал дечјег музичког стваралаштва, деца композитори
- Дечје београдско пролеће 2021 – рођенданско издање
- Поздрав из Србије, Миња Субота
- ФЕДЕХО – VIII регионални фестивал хорова деце и младих 2019
- Дечје београдско пролеће 4
- Београд је дивна прича – збирка песама о Београду
- ФЕДЕХО – VII регионални фестивал хорова деце и младих 2018
- ФЕДЕХО – VI регионални фестивал хорова деце и младих 2016
- Мјузикли - издање Хора Дечјег културног центра Београд
- Круна од нота - збирка вокалних композиција са Републичког фестивала дечјег музичког стваралаштва
- Док небом шетам и Верујем – збирка вокалних композиција са XVIII и XIX Републичког фестивала дечјег музичког стваралаштва

## Стручни иступи и ауторски текстови
Драган Цале Марић нарочито инсистира на научно-стручном раду и усавршавању не само  запослених, већ свих оних чији је рад посвећен најмлађима. ДКЦБ се међу институцијама сродних делатности у Србији и региону препознаје као незванични научни институт не само по броју запослених доктора и магистара наука, већ пре свега по броју семинара, конгреса, округлих столова, трибина, научних радионица који су посвећени различитим аспектима и изазовима у одрастању деце и младих, посебно оних са посебним потребама. Циљ је да се размене искуства и унапреди рад са налмлађима у целој Србији. Бројни зборници научних радова са ових скупова сведоче о важности сталне научне потпоре у раду са најмлађима.
Једена од практичних последица оваквог приступа јесу и отворена врата ДКЦБ-а са психолошким саветовалиштем и педагошко-креативним радионицама за ученике, професооре и родитеље који имају потребу за стручним превазилажењем траума које су последица трагичних страдања вршњака у ОШ“Владислав Рибникар“ маја 2023. године.
Део стручних, научних окупљања ДКЦБ остварује са различитим институцијама као што су: Канцеларија заштитника грађана, Институт за ментално здравље, Радна група за подршку менталном здрављу и сигурности младих Владе Републике Србије, Учитељски, Филозовски, Филолошки факултети и институти при Универзитетима у Београду, Нишу, Крагујевцу, Косовској Митровици.
| од 2014. | Учесник, подносилац сепарата на научним скуповима, радионицама, трибинама, округлим столовима и сл. у организацији ДКЦБ-а                               |
| 2007.    | Приредио скрипту Видео принципи, техничко-технолошки сажетак о савременом функционисању ТВ сигнала намењен студентима прве године ФТВ камере;           |
| 2004.    | Визитинг професор на академији ИВАС у Минхену, Катедра за покретну и непокретну слику Николе Радошевића, тема Улога сниматеља у манипулацији ТВ сликом. |
| -------- | --- |

## Награде и признања ДКЦБ-а у време руковођења Драгана Марића
| 2018. | Вукова награда Културно–просветне заједнице Србије за 2017. годину;                                                                    |
| 2017. | - Сретењски орден трећег степена Републике Србије за доприносе у култури; - Светосавска награда Министарства просвете Републике Србије |
| ----- | --- |

## Награде и признања Проф. ма Драгана Марића (избор)
| 2024. | Златни беочуг, за трајни допринос култури Београда); |
| 2023. | Награда града Београда „Деспот Стефан Лазаревић“ |
| 2013. | Златна значка Културно-просветне заједнице Србије; |
| 2001. | Награда на Међународном фестивалу документарног, краткометражног и анимираног филма „Кугла”, директор фотографије и сниматељ, редитељ Драган Елчић, продукција Академија уметности БК;                                                                                         |
| 1993. | Награда на Фестивалу југословенског документарног и краткометражног филма, директор фотографије и сниматељ „Панчевачке беле ноћи“, документарни телевизијски филм, редитељ Ненад Кркелић, продукција ТВ Политика;                                                              |
| 1993. | Награда на Фестивалу југословенског документарног и краткометражног филма „Kатарза пре и после“, експериментални уметнички филм, директор фотографије и сниматељ, режија Јасмина Митровић, продукција ТВ Политика;                                                             |
| 1991. | Награда за најбољу емисију у области културе и уметности на последњем Југословенском телевизијском фестивалу у Неуму „Девет страна света“, телевизијски есеј о култури и уметности, директор фотографије и сниматељ, аутор и редитељ Јасмина Митровић, продукција ТВ Политика. |
| ----- | --- |